# Binta Masi Garba
Binta Masi Garba (Sinh ngày 17 tháng 4 năm 1967) là tên của một chính khách và cũng là một doanh nhân người Nigeria. Từ năm 2015 tính đến hiện tại, bà giữ chức vụ thượng nghị sĩ của phía bắc bang Adamawa.
Thượng nghị sĩ Binta làm việc ở hạ viện liên bang 3 lần, từ năm 1999 đến năm 2011 và là chính trị gia đầu tiên phục vụ cho 2 liên bang khác nhau. Trong cuộc bầu cử nào năm 2015, bà là thượng nghị sĩ nữ duy nhất trong 19 bang phía bắc của Nigeria.

## Lí lịch
Binta Masi Garba sinh ra trong một doanh trại quân đội, ba mẹ bà là người Higgi (một bộ lạc ở Michika, bang Adamawa) theo đạo Hồi giáo. Cha của bà là sĩ quan quân đội, tên là Garba Tumba. Từ năm 1975 đến năm 1981, bà học tại trường Army Children, sau đó bà học trung học. Từ năm 1981 đến năm 1987, bà học tại trường Goverment Day ở Kurmin Mashi, Nam Kaduna, bang Kaduna và tốt nghiệp với bằng GCE/WAEC ‘O’ Level. Tiếp đến bà học đại học bách khoa Kaduna và nhận bằng "OND Marketing" vào năm 1990 rồi lại nhận bằng "HND Marketing" vào năm 1997.
Trong cuộc bầu cử lần thứ 8 của Nigeria, đã có hơn 100 thượng nghị sĩ đắc cử nhưng chỉ có sáu người là nữ giới. Họ bao gồm bà, Monsurat Sunmonu đại diện cho bang Oyo, Stella Oduah và Uche Ekwunife cùng đại diện cho bang Anambra, Oluremi Tinubu và cuối cùng là Rose Okoji Oko.

## Giải thưởng
Thượng nghị sĩ Binta đã đạt được nhiều giải thưởng, bao gồm:
- Giải Jaycees International Young Person Role Model 2002
- Giải PRS - The Women of Merit Gold
- Giải Prime International - Women in Leadership Merit vào tháng 5 năm 2002
- Giải Association of Market Women and Men, Abuja Role Model Sept 2002
- Giải Dame Publication - Nigerian Women (Role Model) - 2002
- Giải National Women Mobilization Committee - our Jewel (NAWOMCO)
- Giải Leadership Distinction (Most Distinguished Representatives)
- Giải Valuable Contribution minh chứng cho sự đóng góp để phát triển nền dân chủ ở Nigeria.
- Giải NCWS; Meritorious - 2016
- Giải Northern Youth Advocacy vì hòa bình và phát triển
- Giải WAELE/ARCELFA Pride of African Woman - 2016
- Giải National Lyrics & Singers Union Merit
- Giải Christian Association of Nigeria Youth Wing - 2016
- Giải Leadership Legislative (LLA) Thượng nghị sĩ của năm tại bang Adamawa - 2016
- Giải Modibbo Adama University of Technology – Yola of Excellence - 2016
- Giải Northeast Star Magazine Media Merit Chính khách nữ xuất sắc của năm - 2017
- Giải Sheroes Foundation Outstanding leadership - 2017
- Giải Association of Female Medical Laboratory Scientists of Nigeria để chứng minh cho sự phục vụ tận tâm cho cộng đồng - 2017